# Салімов Фанас Нагімович
Фанас Нагімович Салімов (каз. Фанас Нагимұлы Салимов; 19 лютого 1964, Чимкент (за іншими даними Алма-Ати) — 27 серпня 2021) — колишній радянський та казахський футболіст, який виступав на позиції півзахисника. Відомий насамперед виступами за футбольний клуб «Кайрат» у вищій лізі чемпіонату СРСР, виступав також за низку українських команд вищої ліги. Після завершення ігрової кар'єри — тренер та арбітр.

## Клубна кар'єра
Фанас Салімов народився у Чимкенті, та розпочав заняття футболом із 7 років у місцевій ДЮСШ, і першим тренером у нього був Олександр Хасап. Після виграшу всесоюзного турніру «Шкіряний м'яч» талановитого хлопця запросили до республіканського спортінтернату в Алма-Аті, де його тренером став колишній гравець алмаатинського «Кайрата» Євген Кузнецов. Після закінчення спортінтернату Салімов зіграв кілька матчів за дубль алмаатинців, та отримав запрошення від команди з рідного міста «Металург», яка виступала в другій союзній лізі. Наступного року чимкентський клуб змінив назву на «Меліоратор», а Салімов розпочав паралельно виступати у складі юнацької збірної СРСР, і вже наприкінці 1981 року знову грав у дублюючому складі «Кайрату», а з наступного року — в основному складі команди у вищій лізі СРСР. Молодий півзахисник швидко став гравцем стартового складу алмаатинців, грав переважно на правому краї півзахисту, уже тоді умів віддати добре вивірену передачу партнерам, за необхідності міг зіграти й персонально проти нападників або атакуючих півзахисників команди суперника. У 1982 році «Кайрат» вибув із вищої ліги, проте вже наступного року команда зайняла перше місце у першій лізі, та повернулась до вищої ліги, а Салімов разом із іншими гравцями команди отримав золоті медалі переможців першої ліги. У 1986 році, який став найуспішнішим для «Кайрата» за час виступів у вищій союзній лізі — команда зайняла 7 місце, Фанас Салімов на три місяці був вимушений покинути клуб, та проходив строкову службу в Радянській Армії у будівельних військах (які були відомі під назвою «стройбат»). У 1988 році Фанас Салімов у складі «Кайрату» став володарем Кубка Федерації футболу СРСР, узявши участь у фіналі, в якому казахстанський клуб у Кишиневі переміг бакинський «Нефтчі» з рахунком 4-1. Щоправда, за результатами цього сезону саме обидва фіналісти Кубка Федерації вибули до першої ліги, зайнявши відповідно 15 та 16 місця у вищій лізі СРСР. Наступного року «Кайрату» не вдалось повернутись до вищої ліги, оскільки команда зайняла лише третє місце у першій лізі, а Салімов став володарем лише бронзової медалі першої ліги. Надалі алмаатинський клуб виступав у першій лізі не так успішно, і йому так і не вдалось повернутись до вищої ліги СРСР до останнього союзного чемпіонату. Фанас Салімов відіграв повний сезон за «Кайрат» у 1990 році, а у 1991 році зіграв один матч у друголіговому клубі «Согдіана» з Узбекистану, а після цього повернувся до «Кайрату», де й грав до закінчення сезону 1991 року.
Після розпаду СРСР Фанас Салімов вирішує спробувати свої сили в українському чемпіонаті. На початку 1992 року казахський футболіст стає гравцем полтавської «Ворскли», проте за клуб зіграв лише 1 матч Кубку України проти криворізького «Кривбасу», і покинув команду. Виступи у чемпіонатах України Салімов розпочав від першого чемпіонату у складі тернопільської «Ниви», у складі якої в дебютному чемпіонаті зіграв 12 матчів. Салімов був одним із улюбленців тернопільських уболівальників, і, подейкують, що коли вони взнали, що казахський футболіст хоче піти з команди, на стадіоні пролунав заклик побудувати для Салімова мечеть. Далі Фанас Салімов грав у складі миколаївського «Евіса» та криворізького «Кривбасу», їздив на перегляд до бельгійського «Генка», проте у складі не закріпився. У 1996 році вирішив повернутися до Казахстану, спочатку виступав за екібастузький «Батир», пізніше грав за низку казахських клубів, зокрема за «Кайнар» із Талдикоргана, карагандинський «Шахтар» та «Тараз» із однойменного міста, проте у більшості клубів умови контракту футболіста не виконувалися, і у віці 37 років Фанас Салімов завершив виступи на футбольних полях.

## Виступи за збірні
Фанас Салімов з 1981 року залучався до ігор юнацької збірної СРСР. У 1982 році Салімов грав у складі юнацької збірної, яка здобула бронзові медалі юнацького чемпіонату Європи, та кваліфікувалась на молодіжний чемпіонат світу. Проте на цьому чемпіонаті збірна СРСР у груповому турнірі зазнала трьох поразок від нігерійців, бразильців та нідерландської збірної, та, зайнявши останнє місце в групі, завершила виступи на турнірі. Надалі, у 1983—1985 роках, Фанас Салімов виступав у складі молодіжної збірної СРСР, та зіграв у її складі 14 матчів, у яких відзначився 2 забитими м'ячами.

## Після завершення футбольної кар'єри
Після завершення виступів на футбольних полях у 2001 році Фанас Салімов нетривалий час працював тренером у шимкентській команді «Достик». У 2002 році по запрошенню відомого у минулому футбольного арбітра Віктора Абгольца розпочав суддівську кар'єру. Як головний суддя провів 4 матчі у другому казахському дивізіоні, як лайнсмен провів 38 матчів у першому та другому казахських дивізіонах, а також у Кубку Казахстану. Після завершення суддівської кар'єри деякий час грав за ветеранську команду «Арлан», деякий час був безробітним. Пізніше Фанас Салімов, маючи лише тренерську категорію «С», розпочав роботу дитячим тренером.

## Особисте життя
Фанас Салімов одружений, із дружиною познайомились у 1986 році, у подружжя є дочка Мілана.

## Титули і досягнення
- Володар Кубка Федерації футболу СРСР — 1988
- Переможець першої ліги СРСР — 1983